# We Are the In Crowd
We Are the In Crowd é uma banda de pop-punk de Poughkeepsie, Nova Iorque formada no ano de 2009. A banda consiste em Taylor Jardine (vocal), Jordan Eckes (guitarra / vocal), Mike Ferri (baixo), Rob Chianelli (bateria), e Cameron Hurley (guitarra). Eles lançaram seu primeiro EP, Guaranteed To Disagree em 8 de junho de 2010. O grupo apresentou-se no Vans Warped Tour no verão de 2010.
Em abril de 2009, a página do MySpace da banda foi hackeada. O hacker excluiu todos os amigos da banda e suas músicas. O site de música, Absolutepunk.net, postou uma notícia sobre o hacking. O post atraiu notícias, e também atenção de alguém da Hopeless Records, que estendeu a mão para a banda pouco tempo depois. Em 10 de novembro de 2009, a banda anunciou a assinatura com a gravadora Hopeless como "The In Crowd" e lançou seu primeiro single "For The Win" no iTunes. A banda mudou seu nome para "We Are The In Crowd" devido a problemas de marca com uma banda de reggae dos anos setenta que eram chamados também "The In Crowd".
Em fevereiro de 2009, We Are The In Crowd gravou seu EP de estreia na Hopeless com Zack Odom e Kenneth Mount (All Time Low, Mayday Parade, Jimmy Eat World, Cartel). O EP, Guaranteed To Disagree, foi lançado em 8 de junho de 2010.
O vídeo da música "Both Sides of the Story" foi lançado oficialmente em 15 de outubro de 2010. O vídeo da música "Never Be What You Want" foi lançado em 20 de abril de 2011.
De acordo com um post feito por Keagan Ilvonen em 3 de julho de 2011, em AbsolutePunk.net, o We Are The In Crowd tinha acabado de gravar sua estreia completa. Em 3 de agosto de 2011 foi anunciado que o álbum seria intitulado "Best Intentions" e que seria lançado em 4 de outubro.

## Discografia

### Álbuns de estúdio
Best Intentions (2011)
Weird Kids (2014)

### EP's
Guaranteed To Disagree (2010)

### Singles
- "Both Sides Of The Story"
- "Lights Out"
- "For the Win"
- "Never Be What You Want"
- "Rumor Mill" 26 de julho de 2011 (Estados Unidos ) 29 de agosto de 2011 (Reino Unido)
- "On your own"
- "Kiss me again"
- "Exits and entrances"
- "Attention"
- "The Best Thing (That Never Happened)"
- "Long Live The Kids"
- "Windows In Heaven"
- "Manners"